# 2. ŽNL Osječko-baranjska NS Osijek 2016./17.
Ligu je osvojio NK Klas Čepin, ali u kvalifikacijama za 1. ŽNL Osječko-baranjsku nije uspio izboriti plasman u viši rang. Zbog ukidanja 3. ŽNL Osječko-baranjska NS Osijek, iz lige ni jedan klub nije ispao.

## Tablica
| Mj. | Klub                       | Sus. | Pobj. | Ner. | Por. | GR.   | Bod.  |
| --- | -------------------------- | ---- | ----- | ---- | ---- | ----- | ----- |
| 1.  | NK Klas Čepin              | 22   | 17    | 2    | 3    | 69:23 | 53 ↓1 |
| 2.  | NK Dunav Dalj              | 22   | 17    | 2    | 3    | 79:25 | 53 ↓1 |
| 3.  | NK Radnički Dalj           | 22   | 16    | 2    | 4    | 69:34 | 50    |
| 4.  | NK Radnik Josipovac        | 22   | 12    | 1    | 9    | 43:36 | 37    |
| 5.  | NK Vitez '92 Antunovac     | 22   | 11    | 2    | 9    | 47:43 | 35    |
| 6.  | NK LIO Osijek              | 22   | 9     | 3    | 10   | 42:59 | 30    |
| 7.  | NK Slavonija Ivanovac      | 22   | 8     | 4    | 10   | 65:44 | 28    |
| 8.  | NK Sloga Ernestinovo       | 22   | 8     | 4    | 10   | 43:52 | 28    |
| 9.  | NK Grafičar-Vodovod Osijek | 22   | 7     | 2    | 13   | 43:70 | 23    |
| 10. | NK BSK Beketinci           | 22   | 7     | 2    | 13   | 43:70 | 23    |
| 11. | NK Olimpija Osijek         | 22   | 5     | 3    | 14   | 40:61 | 18    |
| 12. | NK Brijest                 | 22   | 1     | 1    | 20   | 24:98 | 4     |

## Rezultati
| NK Vitez '92 Antunovac - NK Olimpija Osijek 5:0 NK Klas Čepin - NK Dunav Dalj 1:2 NK Slavonija Ivanovac - NK Brijest 5:1 NK Grafičar-Vodovod Osijek - NK Sloga Ernestinovo 2:0 NK Radnički Dalj - NK Radnik Josipovac 1:3 NK LIO Osijek - NK BSK Beketinci 1:1  | NK Olimpija Osijek - NK BSK Beketinci 1:2 NK Radnik Josipovac - NK LIO Osijek 1:2 NK Sloga Ernestinovo - NK Radnički Dalj 1:3 NK Brijest - NK Grafičar-Vodovod Osijek 2:5 NK Dunav Dalj - NK Slavonija Ivanovac 1:0 NK Vitez '92 Antunovac - NK Klas Čepin 1:3   | NK Klas Čepin - NK Olimpija Osijek 3:2 NK Slavonija Ivanovac - NK Vitez '92 Antunovac 2:3 NK Grafičar-Vodovod Osijek - NK Dunav Dalj 1:3 NK Radnički Dalj - NK Brijest 2:1 NK LIO Osijek - NK Sloga Ernestinovo 2:2 NK BSK Beketinci - NK Radnik Josipovac 4:2 |
| NK Olimpija Osijek - NK Radnik Josipovac 0:2 NK Sloga Ernestinovo - NK BSK Beketinci 5:0 NK Brijest - NK LIO Osijek 0:3 NK Dunav Dalj - NK Radnički Dalj 3:2 NK Vitez '92 Antunovac - NK Grafičar-Vodovod Osijek 3:1 NK Klas Čepin - NK Slavonija Ivanovac 5:1  | NK Slavonija Ivanovac - NK Olimpija Osijek 2:2 NK Grafičar-Vodovod Osijek - NK Klas Čepin 2:3 NK Radnički Dalj - NK Vitez '92 Antunovac 1:4 NK LIO Osijek - NK Dunav Dalj 2:2 NK BSK Beketinci - NK Brijest 3:2 NK Radnik Josipovac - NK Sloga Ernestinovo 1:0   | NK Olimpija Osijek - NK Sloga Ernestinovo 1:2 NK Brijest - NK Radnik Josipovac 1:6 NK Dunav Dalj - NK BSK Beketinci 6:1 NK Vitez '92 Antunovac - NK LIO Osijek 3:1 NK Klas Čepin - NK Radnički Dalj 1:2 NK Slavonija Ivanovac - NK Grafičar-Vodovod Osijek 6:0 |
| NK Grafičar-Vodovod Osijek - NK Olimpija Osijek 1:1 NK Radnički Dalj - NK Slavonija Ivanovac 4:2 NK LIO Osijek - NK Klas Čepin 0:3 NK BSK Beketinci - NK Vitez '92 Antunovac 1:3 NK Radnik Josipovac - NK Dunav Dalj 1:1 NK Sloga Ernestinovo - NK Brijest 3:2  | NK Olimpija Osijek - NK Brijest 5:1 NK Dunav Dalj - NK Sloga Ernestinovo 5:0 NK Vitez '92 Antunovac - NK Radnik Josipovac 0:1 NK Klas Čepin - NK BSK Beketinci 5:1 NK Slavonija Ivanovac - NK LIO Osijek 8:0 NK Grafičar-Vodovod Osijek - NK Radnički Dalj 2:0   | NK Radnički Dalj - NK Olimpija Osijek 1:1 NK LIO Osijek - NK Grafičar-Vodovod Osijek 4:0 NK BSK Beketinci - NK Slavonija Ivanovac 0:5 NK Radnik Josipovac - NK Klas Čepin 0:2 NK Sloga Ernestinovo - NK Vitez '92 Antunovac 2:2 NK Brijest - NK Dunav Dalj 0:9 |
| NK Olimpija Osijek - NK Dunav Dalj 1:3 NK Vitez '92 Antunovac - NK Brijest 0:4 NK Klas Čepin - NK Sloga Ernestinovo 6:1 NK Slavonija Ivanovac - NK Radnik Josipovac 3:0 NK Grafičar-Vodovod Osijek - NK BSK Beketinci 4:1 NK Radnički Dalj - NK LIO Osijek 8:1  | NK LIO Osijek - NK Olimpija Osijek 3:2 NK BSK Beketinci - NK Radnički Dalj 2:3 NK Radnik Josipovac - NK Grafičar-Vodovod Osijek 5:0 NK Sloga Ernestinovo - NK Slavonija Ivanovac 1:6 NK Brijest - NK Klas Čepin 1:1 NK Dunav Dalj - NK Vitez '92 Antunovac 4:2   | NK Olimpija Osijek - NK Vitez '92 Antunovac 4:0 NK Dunav Dalj - NK Klas Čepin 0:2 NK Brijest - NK Slavonija Ivanovac 1:3 NK Sloga Ernestinovo - NK Grafičar-Vodovod Osijek 3:1 NK Radnik Josipovac - NK Radnički Dalj 3:4 NK BSK Beketinci - NK LIO Osijek 2:1 |
| NK BSK Beketinci - NK Olimpija Osijek 6:3 NK LIO Osijek - NK Radnik Josipovac 0:3 NK Radnički Dalj - NK Sloga Ernestinovo 5:0 NK Grafičar-Vodovod Osijek - NK Brijest 5:1 NK Slavonija Ivanovac - NK Dunav Dalj 3:4 NK Klas Čepin - NK Vitez '92 Antunovac 1:0  | NK Olimpija Osijek - NK Klas Čepin 1:2 NK Vitez '92 Antunovac - NK Slavonija Ivanovac 1:0 NK Dunav Dalj - NK Grafičar-Vodovod Osijek 3:1 NK Brijest - NK Radnički Dalj 2:5 NK Sloga Ernestinovo - NK LIO Osijek 2:4 NK Radnik Josipovac - NK BSK Beketinci 2:1   | NK Radnik Josipovac - NK Olimpija Osijek 1:0 NK BSK Beketinci - NK Sloga Ernestinovo 1:1 NK LIO Osijek - NK Brijest 1:0 NK Radnički Dalj - NK Dunav Dalj 2:1 NK Grafičar-Vodovod Osijek - NK Vitez '92 Antunovac 2:0 NK Slavonija Ivanovac - NK Klas Čepin 2:2 |
| NK Olimpija Osijek - NK Slavonija Ivanovac 2:1 NK Klas Čepin - NK Grafičar-Vodovod Osijek 10:0 NK Vitez '92 Antunovac - NK Radnički Dalj 2:2 NK Dunav Dalj - NK LIO Osijek 2:1 NK Brijest - NK BSK Beketinci 0:5 NK Sloga Ernestinovo - NK Radnik Josipovac 2:0 | NK Sloga Ernestinovo - NK Olimpija Osijek 5:1 NK Radnik Josipovac - NK Brijest 3:0 NK BSK Beketinci - NK Dunav Dalj 2:3 NK LIO Osijek - NK Vitez '92 Antunovac 3:0 NK Radnički Dalj - NK Klas Čepin 4:0 NK Grafičar-Vodovod Osijek - NK Slavonija Ivanovac 2:2   | NK Olimpija Osijek - NK Grafičar-Vodovod Osijek 3:0 NK Slavonija Ivanovac - NK Radnički Dalj 0:3 NK Klas Čepin - NK LIO Osijek 4:1 NK Vitez '92 Antunovac - NK BSK Beketinci 4:3 NK Dunav Dalj - NK Radnik Josipovac 4:0 NK Brijest - NK Sloga Ernestinovo 3:6 |
| NK Brijest - NK Olimpija Osijek 2:6 NK Sloga Ernestinovo - NK Dunav Dalj 0:1 NK Radnik Josipovac - NK Vitez '92 Antunovac 3:4 NK BSK Beketinci - NK Klas Čepin 1:4 NK LIO Osijek - NK Slavonija Ivanovac 5:1 NK Radnički Dalj - NK Grafičar-Vodovod Osijek 3:1  | NK Olimpija Osijek - NK Radnički Dalj 1:6 NK Grafičar-Vodovod Osijek - NK LIO Osijek 8:0 NK Slavonija Ivanovac - NK BSK Beketinci 10:1 NK Klas Čepin - NK Radnik Josipovac 5:0 NK Vitez '92 Antunovac - NK Sloga Ernestinovo 1:4 NK Dunav Dalj - NK Brijest 12:0 | NK Dunav Dalj - NK Olimpija Osijek 9:1 NK Brijest - NK Vitez '92 Antunovac 0:7 NK Sloga Ernestinovo - NK Klas Čepin 1:3 NK Radnik Josipovac - NK Slavonija Ivanovac 4:1 NK BSK Beketinci - NK Grafičar-Vodovod Osijek 5:2 NK LIO Osijek - NK Radnički Dalj 3:5 |
| NK Olimpija Osijek - NK LIO Osijek 2:4 NK Radnički Dalj - NK BSK Beketinci 3:0 NK Grafičar-Vodovod Osijek - NK Radnik Josipovac 1:2 NK Slavonija Ivanovac - NK Sloga Ernestinovo 2:2 NK Klas Čepin - NK Brijest 3:0 NK Vitez '92 Antunovac - NK Dunav Dalj 2:1  | | |

## Kvalifikacije za 1. ŽNL Osječko-baranjsku
NK Klas Čepin - ŠNK Baranja-Belje Beli Manastir 2:1
ŠNK Baranja-Belje Beli Manastir - NK Klas Čepin 1:0
Zbog boljeg rezultata u gostima, u 1. ŽNL Osječko-baranjsku se kvalificirala ŠNK Baranja-Belje Beli Manastir.